# Porotrichum comosum
Porotrichum comosum là một loài rêu trong họ Neckeraceae. Loài này được (Herzog) Ochyra mô tả khoa học đầu tiên năm 2011.